# Betalactoglobulina
A Betalactoglobulina ou  Beta-lactoglobulina é uma proteína globular pequena (18,4 kDa) com 162 resíduos de aminoácidos unidos por duas pontes dissulfeto, solúvel em soluções salinas diluídas (comportamento típico das globulinas) composta por 8 folhas-beta anti-paralelas que formam um 
barril beta com uma alfa-hélice de 3 voltas na superfície externa e uma nona fita beta que flanqueia a primeira fita.

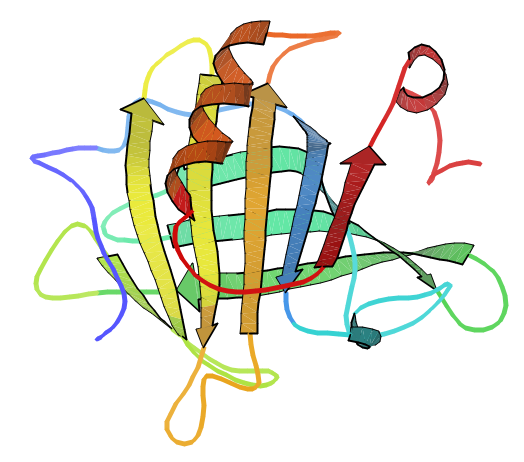
Estrutura da Beta-lactoglobulina. PDB = 3BLG [1])

## Estruturas naturais

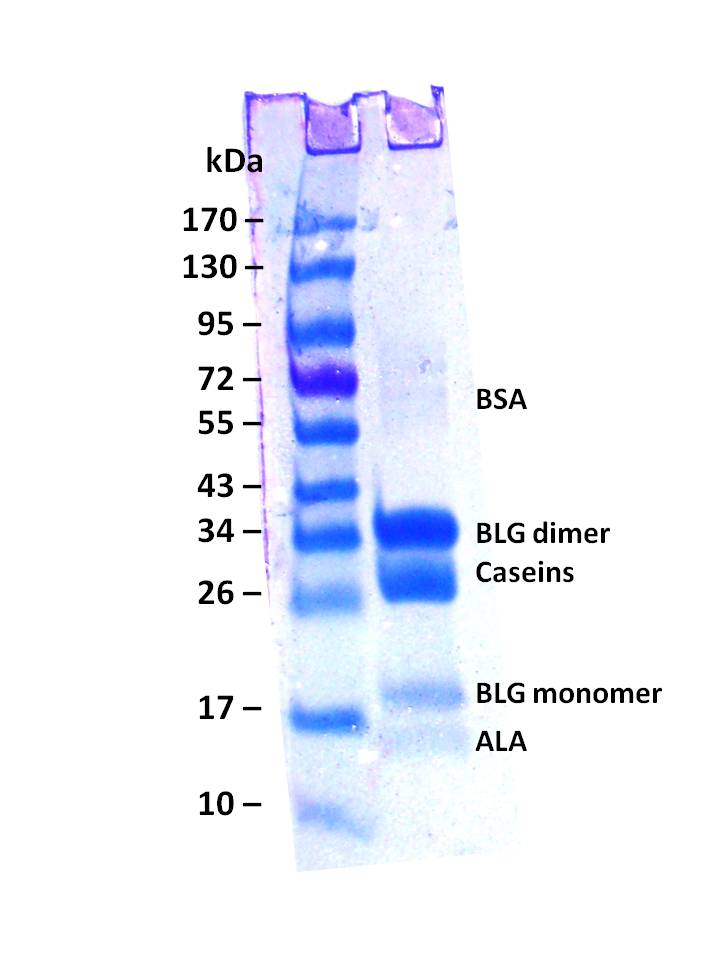
Eletroforese em gradiente em gel de poliacrilamida do leite de vaca não aquecido demonstrando a distribuição da beta-lactoglobulina em dímeros (37kD) e monômeros (18kD)